# انانترام، نالگاندا مندال
انانترام، نالگاندا مندال (به انگلیسی: Anantharam, Nalgonda mandal) یک منطقهٔ مسکونی در هند است که در آندرا پرادش واقع شده‌است.

## خصوصیات
انانترام ۱۷٫۰۷۰۰ متر بالاتر از سطح دریا واقع شده‌است.